# Mondák a magyar történelemböl
Mondák a magyar történelemböl (littéralement : Légendes de l'histoire hongroise) est une série télévisée d'animation hongroise en 13 épisodes de 11 minutes, créée par Marcell Jankovics en 1986 et diffusée sur M1, M2 et Minimax (en).
Cette série est un résumé de l'histoire médiévale de la Hongrie à travers 13 légendes nationales, du règne du Grand-prince Álmos (IXe siècle) à celui de Matthias Corvin (1458–1490).
Le narrateur est l'acteur hongrois Gábor Mádi Szabó (en).
La musique du générique est composée et interprétée par le groupe de folk hongrois Kaláka (en).

## Épisodes
1. Álmos vezér (« chef Álmos ») (hu) [vidéo] « Visionner la vidéo », sur YouTube
2. A fehér ló mondája (« La saga du cheval blanc ») (hu) [vidéo] « Visionner la vidéo », sur YouTube
3. Szentgalleni kaland (« Le raid contre Saint-Gall ») (hu) [vidéo] « Visionner la vidéo », sur YouTube
4. Lehel kürtje (« Le cor de Lehel ») (hu) [vidéo] « Visionner la vidéo », sur YouTube
5. Botond (« Botond ») (hu) [vidéo] « Visionner la vidéo », sur YouTube
6. István királlyá koronázzák (« Le sacre d'Étienne ») (hu) [vidéo] « Visionner la vidéo », sur YouTube
7. Zotmund (« Zotmund ») (hu) [vidéo] « Visionner la vidéo », sur YouTube
8. Vértes (« Vértes ») (hu) [vidéo] « Visionner la vidéo », sur YouTube
9. Korona és Kard (« Couronne et Épée ») (hu) [vidéo] « Visionner la vidéo », sur YouTube
10. Szent László utolsó győzelme (« L'ultime victoire de Saint Ladislas ») (hu) [vidéo] « Visionner la vidéo », sur YouTube
11. Jankula (« Jankula ») (hu) [vidéo] « Visionner la vidéo », sur YouTube
12. Kemény Simon (« Simon Kemény ») (hu) [vidéo] « Visionner la vidéo », sur YouTube
13. Mátyást királlyá választják (« L'élection de Matthias ») (hu) [vidéo] « Visionner la vidéo », sur YouTube